# Welthund
Der Welthund (im Oberbaselbiet Bachpfattli genannt) ist eine Sagengestalt aus dem deutschen Sprachraum. Er wird als Hund beschrieben, der ein Auge „mitten auf dem Kopf“ trägt. Geht es den Bewohnern und Bauern der Landschaft gut, ist er dünn und mager. Plagen Seuchen und Armut das Land, ist er dagegen gut genährt.
Die Entstehung des Welthunds wird je nach Version der Sage unterschiedlich erklärt: Mal war es ein bösartiger Landesherr, der Bauern peinigte und von ihnen übermäßig den Zehnten eintrieb und dafür von Gott dazu verdammt wurde, als Welthund sein weiteres Leben zu fristen, mal war es ein Oberst oder Schiffskapitän, der seine Seele an den Teufel verkaufte.
Fast allen Schilderungen des Welthunds gemeinsam ist, dass er bei Moorlandschaften, Sümpfen oder Flussläufen auftritt.
2008 lief in den Kulturkinos der Nordwestschweiz der Film Welthund, der auf dem Fortsetzungsroman „Ein etwas anderer Sommer“ von Barbara Saladin basiert. Der Roman verwebt mehrere Baselbieter Sagen zu einer Geschichte, wobei die Sage des Welthunds den Haupthandlungsstrang des Films bildet.